# Michele Buniva
Michele Buniva (Pinerolo, 15 gennaio 1761 – Piscina, 26 ottobre 1834) è stato un medico, veterinario e patriota italiano.

## Biografia

### I primi anni
Figlio dell'architetto Gerolamo venne ammesso al Collegio delle Province di Torino nel 1777. Si laureò in medicina il 10 maggio 1781.
Dedicatosi immediatamente alla pratica medica, lavorò insieme al medico Gian Tommaso Anforni.
Molto interessato all'agricoltura e alla veterinaria, nell'agosto 1785 si iscrisse alla Società Agraria di Torino. 
Il 10 maggio 1788 venne nominato dottore collegiato del Collegio di Medicina.
Nel luglio 1788 partì per la Francia per studiare le strutture scientifiche di Parigi, Montpellier e Marsiglia. Poi si recò per gli stessi scopi a Londra. 

A seguito dei risultati ottenuti, il 15 luglio 1789, venne nominato professore straordinario di Medicina dal Re Vittorio Amedeo III. 
Nel 1791 gli venne assegnata la cattedra di Istituzioni di Medicina e Clinica.
Negli anni tra il 1788 e il 1798 pubblicò con successo i risultati dei propri lavori di ricerca.

### L'impegno politico
Simpatizzante per personaggi di indole liberale e progressista come Sebastiano Giraud, Carlo Giulio e Giovanni Battista Balbis, quando questi, nel 1794, vennero coinvolti nei moti rivoluzionari piemontesi contro i regnanti di Casa Savoia, fu costretto ad allontanarsi da Torino per trasferirsi nella campagna pinerolese, insieme col fratello (mentre gli amici giacobini riparavano in Francia a seguito dell'avvenuta repressione). 
Verso la fine del 1798, le truppe francesi occuparono Torino, costringendo alla fuga re Carlo Emanuele IV di Savoia.

Il 19 dicembre dello stesso anno venne istituito dal generale francese Joubert il Governo provvisorio della Nazione Piemontese nel quale entrarono gli amici di Buniva: Sebastiano Giraud, Giovanni Battista Balbis e Carlo Botta.
A Buniva venne assegnata la cattedra, appena istituita, di Igiene e Medicina Legale.
All'inizio del 1799 Buniva venne nominato capo della loggia massonica pinerolese insieme a Sebastiano Giraud. 
I membri del Governo Provvisorio si impegnarono a promuovere tra la popolazione il progetto di annessione del Piemonte alla Francia e Buniva si schierò apertamente con questa fazione.
Con la caduta del Governo Provvisorio (il 2 aprile del 1799) e il ritorno in maggio dell'esercito austro-russo, guidato dal generale russo Suvorov, i monarchici riuscirono a ristabilire il governo di Casa Savoia mentre i repubblicani giacobini lasciarono forzatamente il Piemonte.

### L'esilio in Francia e il rientro in Italia
Buniva fu costretto a fuggire a Parigi, dove poté mantenersi esercitando la professione medica e dove entrò in più stretto contatto con l'ambiente scientifico francese (frequentò anche la rinomata Scuola Nazionale Veterinaria di Maisons-Alfort).
Nel 1800 venne nominato membro del Comitato parigino del vaccino e in questa veste partì per un viaggio in Inghilterra per seguire l'opera di Edward Jenner, un medico di campagna (considerato oggi il padre dell'immunizzazione) che nel 1797 aveva iniziato a distribuire il vaccino contro il vaiolo.
Nel giugno dello stesso anno, l'armata francese condotta da Napoleone Bonaparte riconquistava il Piemonte (con la famosa vittoria di Marengo).

Buniva, su pressione dell'amico Carlo Bossi, fece ritorno a Torino. Qui gli venne affidata la carica di Presidente del Magistrato di Sanità (in seguito trasformato nel Consiglio superiore di sanità), che gli conferì un'elevata influenza su tutto l'ambiente medico piemontese.
Nel 1805 Napoleone lo nominò professore di Igiene pubblica e privata.
Forte dell'esperienza fatta in Inghilterra con Jenner e estremamente convinto della sua utilità, Buniva dedicò tutte le sue energie e risorse alla lotta per l'introduzione della vaccinazione antivaiolosa.

### Gli ultimi anni
Con la caduta di Napoleone (1814) e la conseguente restaurazione della monarchia dei Savoia, però, Buniva (come molti altri sostenitori dei francesi) fu escluso da ogni incarico pubblico, e sopravvisse facendo il medico.
Nel 1830, dopo aver letto gli scritti sull'omeopatia del medico sassone Samuel Hahnemann, rimase affascinato da questo nuovo metodo di cura e iniziò una serie di sperimentazioni di tali rimedi sugli animali con l'aiuto di numerosi veterinari piemontesi.
Morì nella sua casa di Piscina il 26 ottobre 1834.
È sepolto nel Cimitero monumentale di Torino.

## Opere
- Sur le Croup ou Angine Tracheale. Torino, 1808.
- Lezioni intorno alle principali bevande dell'uman genere e in ispecie alla birra alla somma sua utilita sanitaria, ai migliori mezzi di fabbricarla e di riconoscerne le qualità, aggiuntavi una istruzione sulla coltivazione dell'orzo, ed un'altra su quella del lupolo. Torino, editore Marzorati e Vercellotti, 1832.

## Riconoscimenti

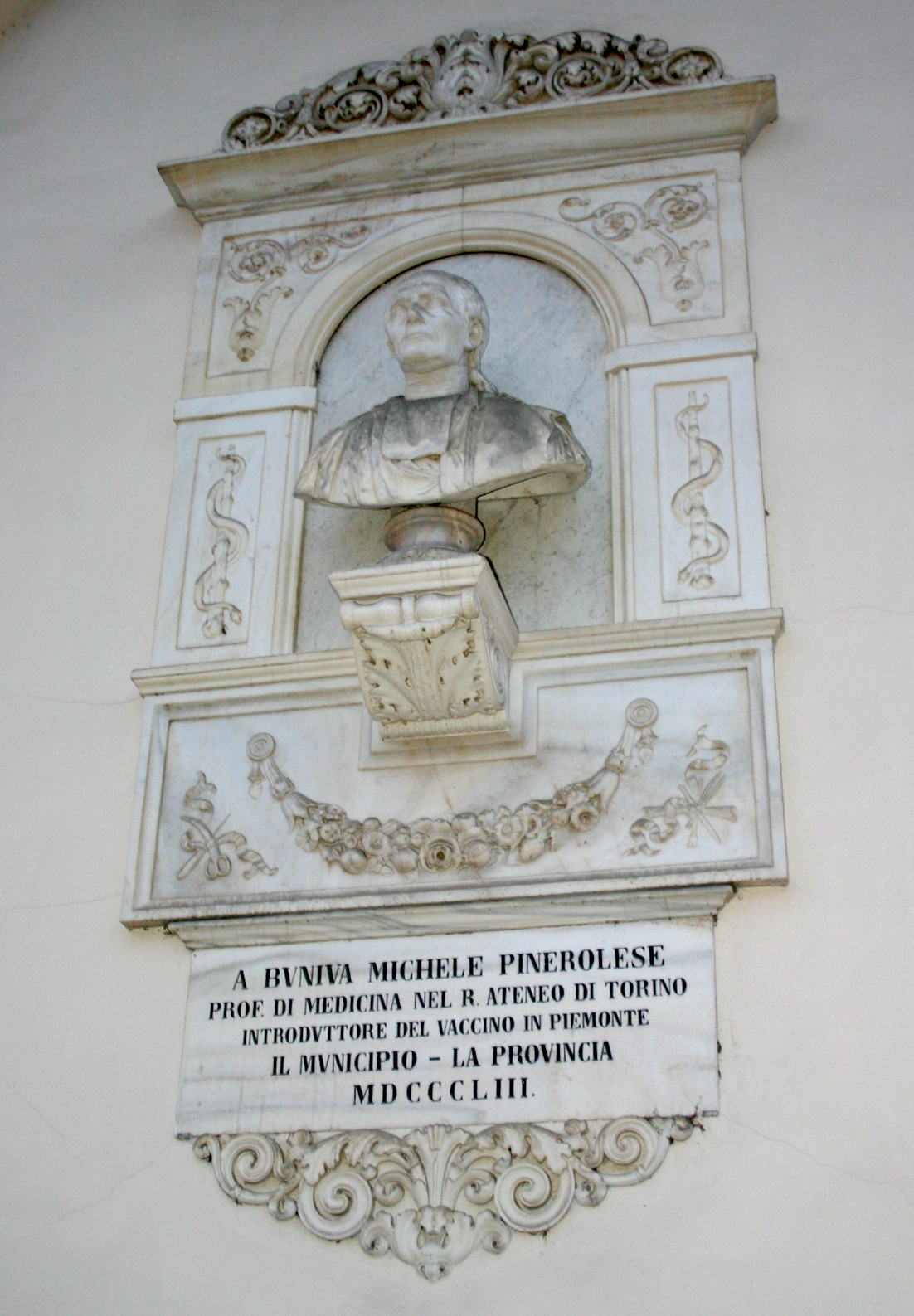
Monumento a Michele Buniva.

- Nel 1853 il Comune di Pinerolo, al n. 3 della via che porta il suo nome, fa posare un busto marmoreo raffigurante il medico, e riportante la seguente frase:

- Sempre a Pinerolo, al n. 88 dell'omonima via venne affissa una targa riportante le seguenti parole:

- Nel 1867 il comune di Pinerolo gli dedica il locale Istituto tecnico pareggiato (per molti anni Istituto Tecnico Commerciale e per Geometri), oggi Istituto di istruzione Superiore, con annesso Liceo Artistico.
- Il Comune di Torino, secondo il quale sarebbe nato nel 1762, gli ha dedicato una via nello storico quartiere di Vanchiglia a ridosso dell'Università di Palazzo Nuovo.

### Approfondimenti
- La politica e la professione. La scuola di medicina a Torino nell'età francese di Dino Carpanetto dagli Annali di Storia delle Università italiane - Volume 5 (2001). Contiene notizie sulle conseguenze della Restaurazione per i medici piemontesi simpatizzanti e attivisti per la Francia (tra i quali, appunto, Buniva).